# Лест, Йоханнес
Йоханнес Лест (эст. Johannes Lest; 24 февраля 1899, Kavilda Rural Municipality — 15 августа 1976, Таллин) — эстонский лыжник, двукратный чемпион Эстонии. После окончания карьеры был педагогом.

## Биография
Йоханнес Лест родился 24 февраля 1899 года в селе Кавилда уезда Тартумаа.
Участвовал в качестве добровольца в Освободительной войне. Работал начальником роты Кайтселийта.
В 1921 году он окончил гимназию имени Хуго Треффнера. До 1926 года проходил обучение в военном училище, получив звание младшего лейтенанта. В 1931 году закончил Университет Тарту.
С 1944 по 1954 годы находился в заключении в Магаданской области.
Скончался 15 августа 1976 года в Таллине.

## Карьера
Йоханнес Лест начал заниматься спортом в 1921 году. В период с 1922 по 1931 годы он дважды становился чемпионом Эстонии по лыжным гонкам, а также завоевал два серебра и бронзу.
Йоханнес Лест выиграл две золотые медали на Студенческих играх SELL на дистанциях 10 км и 30 км.
После окончания спортивной карьеры был спортивным педагогом. Также был учителем физкультуры, преподавая в Нарве, Валке, Таллине и Тарту.
Он был сооснователем спортивной кружка «Puhja Haridusselts» и входил в благотворительное общество «Боец» (Võitleja).